# زانکت اوسوالد بای هاسلاخ
زانکت اوسوالد بای هاسلاخ (به آلمانی: Sankt Oswald bei Haslach) یک منطقهٔ مسکونی در اتریش است که در ناحیه رورباخ واقع شده‌است. زانکت اوسوالد بای هاسلاخ ۸ کیلومتر مربع مساحت دارد ۶۵۸ متر بالاتر از سطح دریا واقع شده‌است.